# El espíritu de las leyes
El espíritu de las leyes (en francés: De l'esprit des lois, originalmente De l'esprit des loix) es un tratado de teoría política y derecho comparado publicado en 1748 por el filósofo y ensayista ilustrado Charles Louis de Secondat, barón de Montesquieu. En él recrea el modelo político inglés —tomado, a su vez, de los germanos— el sistema de separación de poderes y monarquía constitucional, que considera el mejor en su especie como garantía contra el despotismo.
Según el autor francés, los poderes ejecutivo, legislativo y judicial no deben concentrarse en las mismas manos. Se trata de una teoría de contrapesos, donde cada poder contrarresta y equilibra a los otros. Hay quien quiere ver en esta teoría una relación entre ideas políticas e ideas sociales: su imagen de la sociedad sería la de tres fuerzas sociales –rey, pueblo y aristocracia–, a la que les corresponden tres fuerzas políticas. El modelo es tomado del sistema político de Reino Unido, donde hay monarquía (el Rey es la cabeza del Poder ejecutivo), hay aristocracia (en la Cámara de los Lores, que es legislativa) y hay representación popular (en la Cámara de los Comunes, que también es legislativa). Si bien es un paradigma de representación, no lo es de separación de poderes ya que, en ocasiones, la Cámara de los Lores funciona como Tribunal Supremo.
Según él, en la monarquía, los poderes intermedios —nobleza, clero, parlamentos— actúan como equilibradores natos que impiden excesos del poder del monarca como también del poder del pueblo. A su vez, esos poderes intermedios se equilibran entre sí. Es notable el modo en que la idea de combinación equilibrada se relaciona con la imagen del universo de Newton, donde los elementos se atraen sin perder su identidad.
El libro sufrió la condena formal de la Santa Sede, materializada el 29 de noviembre de 1751 en un decreto de la Congregación del Índice mediante el que quedaba anotado en el Index librorum prohibitorum.

## Teoría política
La teoría política de Montesquieu no se limita a la separación de poderes, sino que su pensamiento político es más amplio y profundo. Cada tipo de gobierno surge a causa de la naturaleza propia de su organización social, y se fortalece en virtud del cumplimiento de sus respectivos Principios de gobierno. 
Los hombres tienen a su disposición las herramientas políticas necesarias (creación de leyes positivas) para poder generar mayor prosperidad individual y social con sólo considerar los aspectos particulares y universales de cada organización social.
Montesquieu inició su loable trabajo desarrollando su teoría política. Tomó la concepción clásica de tipos de gobierno (aristocracia, democracia y monarquía). Separó y clasificó los gobiernos en tres clases: los republicanos (aristocracia y democracia), los monárquicos y los despóticos. 
El criterio de clasificación de los tipos de gobierno se basó inicialmente en dos aspectos que definían la naturaleza de cada gobierno: 
- ¿Quién detenta el poder?
- ¿Cómo lo hace?

En el gobierno republicano el pueblo o una parte conserva el poder soberano (ya sea democracia o aristocracia, respectivamente) y éste es responsable de hacer las leyes. 
En el gobierno monárquico es el rey quien posee el poder y lo hace bajo una estructura de leyes fijas y establecidas.
En el gobierno despótico existe una persona que detenta el poder y lo ejerce sin leyes fijas imponiendo sus caprichos personales.
A esta altura, Montesquieu incorpora un criterio adicional para poder seguir con el esquema de tipos. Es lo que se llama los principios de gobierno.

## Teoría de la organización social
Montesquieu combinó los tipos de gobierno con la estructura social (educación, tamaño, instituciones intermedias, igualdad de los ciudadanos). Esto se interpreta de la siguiente manera:
La virtud política es el principio generador de la república significa amor a la patria, a las leyes y consagrando al individuo por la colectividad. Una reflexión conduce a un sentido de igualdad social de los hombres frente a la ley pues todos se sienten ciudadanos que viven por y para la comunidad. Por otro lado, la monarquía no proclama el renunciamiento personal ni promueve el sentimiento de igualdad, sino que el honor alienta la presencia de jerarquías, nobleza y distinciones. 
Así como la ambición es perniciosa en la república no lo es en la monarquía pues es la diferenciación social lo que le infunde vida al gobierno. Mientras que en la república existe una organización igualitaria entre los miembros de la colectividad la monarquía se fundamenta en un tratamiento social desigual frente a la ley. Luego podemos concluir que la república y la monarquía tienen diferente esencia. Uno se basa en la igualdad y el otro se apoya en la diferenciación Mientras que en la republica se funda en la virtud política y el otro en el honor. En la república, el principio de la virtud permitiría encaminar el interés particular al interés general. Diferente en la monarquía donde el principio del honor (falsa virtud) la sostiene al brindar a los ciudadanos la posibilidad de actuar acorde a sus propios intereses y no necesariamente al interés general. Sin embargo, ambos tienen un aspecto en común porque respetan la ley. En cambio, el despotismo es arbitrario porque no gobierna respetando la ley. El despotismo se fundamenta en la igualdad, pero basado en el temor donde ninguno tiene participación del poder soberano. Solamente la religión y las costumbres actúan como factor limitativo a esta forma absoluta de gobierno. Aquí podemos vislumbrar cómo la estructura o vida social varía según el modo en que se ejerce cada gobierno. 
Para Montesquieu hay tres legitimidades posibles –la monarquía y las dos repúblicas– y una ilegitimidad profunda (el gobierno despótico) fruto de una sociedad sin leyes ni instituciones. 
Asimismo Montesquieu resalta que hay una línea delgada entre el poder despótico y el monárquico: 

«[...] los ríos corren a fundirse en el mar; las monarquías van a perderse en el despotismo [...]».[cita requerida]
Cuando una monarquía pierde de vista los principios que favorecen a la diferenciación social aparece el poder absoluto y arbitrario. Así considera fundamental la presencia de la nobleza y de rangos intermedios como elemento disipador de movimientos tiránicos en los regímenes monárquicos. 
División vertical del poder. Es decir, que cuanto más pluralista y desigual sea una monarquía menor es la probabilidad de que dicha autoridad degenere en despotismo. 
Cuando los estados y los gobiernos contravienen los principios que los sostienen, ellos caen por sí solos (Imperio romano o la República ateniense). En otras palabras, cuando un tipo de régimen moderado (república o monarquía) no gobierna basado en sus principios se lo denomina generalmente un gobierno corrupto.